# Circus Polka
Circus Polka est une courte pièce orchestrale d'Igor Stravinsky. Composée en 1942 pour une commande de George Balanchine pour un numéro d'éléphants du cirque Barnum, elle est créée le 13 janvier 1944. David Ruskin en tira une version pour orchestre d'harmonie prévue pour les représentations au cirque.

## Structure
C'est une page musicale au ton humoristique où le compositeur tire des effets grotesques de la clarinette, du cor et du trombone avec une citation de la Marche militaire de Franz Schubert.